# Манијак (филм из 2012)
Манијак (енгл. Maniac) је амерички психолошки слешер хорор филм из 2012. године, редитеља Франка Халфуна, са Елајџом Вудом и Нором Арнезедер у главним улогама. Представља римејк истоименог филма из 1980. редитеља Вилијама Лустига, који је потписан и као продуцент овог филма. Поред њега, као продуцент је потписан и Александре Ажа, који је и један од сценариста.
Готово цео филм приказан је из тачке гледишта убице, док се његово лице углавном приказује на фотографијама или као одраз у огледалу. Премијера је била 26. маја 2012, на Филмском фестивалу у Кану. Продукцијска кућа Ворнер брос дистрибуирала је филм у биоскопима тек у јануару наредне године. Према речима редитеља Франка Халфуна, током премијере у Лос Анђелесу, неколико гледалаца је повратило и онесвестило се.
Добио је помешане оцене критичара и није успео да поново комерцијални успех оригинала. На сајту Ротен томејтоуз оцењен је са 53% уз опис да се ради о „шокантном и крвавом филму, паметнијем од већине психолошких слешера”.

## Радња
Френк Зито је шизофрени серијски убица који се бави рестаурацијом кројачких лутки. Он проналази девојке на сајтовима за упознавање и након што их убије уклања им део коже са косом који поставља на лутке у његовој радњи. Међутим, једног дана Френк се заљубљује у фотографкињу Ану Д'Антони и покушава да обузда свој нагон за убијањем, како је не би повредио.

## Улоге
| Глумац              | Улога                       |
| ------------------- | --------------------------- |
| Елајџа Вуд          | Френк Зито                  |
| Нора Арнезедер      | Ана Д'Антони                |
| Јан Броберг         | Рита                        |
| Лиана Балабан       | Џуди                        |
| Америка Оливо       | Анџела Зито, Френкова мајка |
| Џошуа де ла Гарца   | Мартин Нунез                |
| Моргана Слемп       | Џена                        |
| Сал Ланди           | детектив                    |
| Геновева Александра | Џесика                      |
| Семи Ротиби         | Џејсон                      |
| Меган М. Дафи       | Луси                        |
| Брајан Луго         | полицајац Бартон            |